# Galagonya

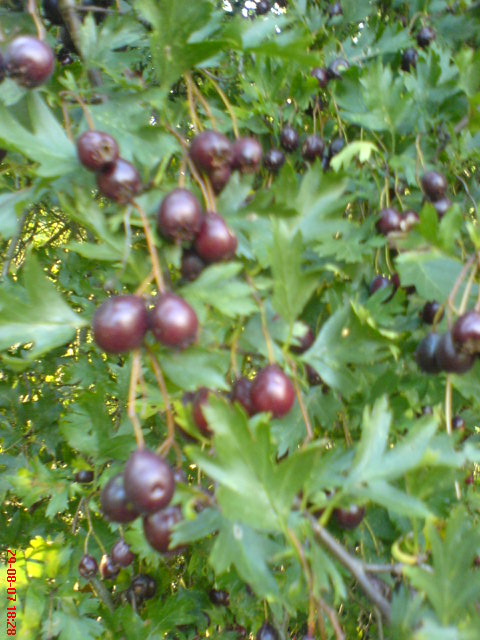
Galagonya termés

A galagonya (Crataegus) a rózsafélék (Rosaceae) családjának Maloideae alcsaládjába sorolt növénynemzetség. Általában tövises cserjék, vagy kis fák. A galagonyát gyógynövényként is alkalmazzák: jótékony hatással van a szívműködésre.
A Kárpát-medencében négy faj őshonos: egybibés galagonya, fekete galagonya, rózsaképű galagonya, cseregalagonya.

## Jellemzők
Leveleik szórt állásúak, a virágzat sátorozó buga. Termésük a Maloideae alcsaládra jellemző almatermés, mely a vacok megduzzadásával keletkezik. A termésfal (a mag héja) nagyon kemény. A termést az állatok a maggal együtt fogyasztják el, majd a mag a bélcsatornán sértetlenül áthaladva az anyanövénytől távol jut ki a külvilágba. A nemzetség rendkívül fajgazdag (egyes szerzők szerint a fajok száma több mint ezer!), sok az átmeneti és hibrid alak, változat. Főleg az északi féltekén elterjedtek.

## Felhasználása
A galagonya a népi gyógyászatban szívgyógyszerként alkalmazott gyógynövény. Jótékony hatását a 19–20. század során igazolták. Hatóanyagát a növény leveléből, virágából, vagy terméséből főzött teán keresztül nyerik ki.
A galagonya flavonoidokat (vitexint, hiperozidot, rutint), aminszármazékokat (feniletilamint, tiramint), proantocianidokat és triterpéneket tartalmaz. Jótékony hatással van a fáradt, túlterhelt, stresszes szívre, javítja a szívizomsejtek aktivitását, serkenti a szívizom vérellátását. Teakeveréke értágító és vérnyomáscsökkentő hatású, fogyasztása javallt koszorúér-betegségek esetén. Segít a vérkeringési problémák enyhítésében, visszaszorítja az érelmeszesedés kialakulását.

## Fajok
A lista nem teljes.
- Crataegus altaica – altaji galagonya
- Crataegus ambigua – volgai galagonya
- Crataegus calpodendron – körtelevelű galagonya
- Crataegus crus-galli – sarkantyús galagonya
- Crataegus cuneata – japán galagonya
- Crataegus dahurica – amuri galagonya
- Crataegus flabellata – legyezős galagonya
- Crataegus intricata – bozótos galagonya
- Crataegus laevigata – cseregalagonya
- Crataegus mexicana – mexikói galagonya
- Crataegus mollis – gyapjas galagonya
- Crataegus monogyna – egybibés galagonya
- Crataegus nigra – fekete galagonya
- Crataegus orientalis – keleti galagonya
- Crataegus phaenopyrum – nyárlevelű galagonya
- Crataegus pinnatifida – kínai galagonya
- Crataegus prunifolia – szilvalevelű galagonya
- Crataegus rhipidophylla – rózsaképű galagonya
- Crataegus sanguinea – szibériai galagonya

Fajhibridek:
- Crataegus × arnoldiana – a bozótos galagonya és a gyapjas galagonya hibridje (C. intricata × C. mollis)
- Crataegus × macrocarpa – az egybibés galagonya és a rózsaképű galagonya hibridje (C. monogyna × C. rhipidophylla)
- Crataegus × media – az egybibés galagonya és a cseregalagonya hibridje (C. monogyna × C. laevigata)